# 索綝
索綝（3世紀—316年），字巨秀，敦煌人。西晉末年重要官員，曾迎晉愍帝入關中並助其登位為帝，且掌握朝中權力。晉愍帝被俘後與其一同到漢國都城平陽，被劉聰以不忠所處死。

## 生平

### 逸群之量
索綝年輕時就有超凡的才能，受父親索靖讚賞。後舉秀才、任郎中。先後任太宰長史、好畤縣令、黃門侍郎、征西參軍及長安縣令，任內都稱職。
永安元年（304年），司馬越號令全國討伐成都王司馬穎，並帶晉惠帝親征。然而，軍隊於蕩陰被司馬穎部隊擊敗，晉惠帝亦被俘。不久，安北將軍王浚聯結司馬騰和段部鮮卑及烏桓軍隊進攻司馬穎，司馬穎不敵並與惠帝一起逃離根據地鄴城，奔赴洛陽。當時河間王司馬顒部將張方控制洛陽，但部眾都想返回關中，於是挾持惠帝西遷長安。索綝亦參與護送惠帝西遷，故此事後被加號鷹揚將軍。

### 胡晉嚮附
光熙元年（306年），司馬越擊敗司馬顒並迎惠帝回洛陽，索綝轉任鎮守許昌的南陽王司馬模的從事中郎，曾以奮威將軍抵禦漢國前來進攻關東地區的軍隊，擊斬漢將呂逸和攻破劉豐。永嘉元年（307年），司馬模改鎮長安，索綝亦遷任新平太守，後又擊敗前來進攻三輔的漢國將領蘇鐵及劉五斗等人。索綝升安西將軍、馮翊太守。因其在地方有威嚴和恩德，故不論胡漢都服從他，不敢侵犯其轄區。

### 圖興晉室
永嘉五年（311年），洛陽和長安先後被漢國軍隊攻佔，司馬模亦被殺。索綝聞訊後哭著說：「與其這此死去，不如當個伍子胥。」於是與安夷護軍麴允等人一同出赴安定投奔安定太守賈疋，在路上遇上賈疋派往漢國的人質並與人質一同到安定，與賈疋共謀復興晉室，並舉兵五萬進攻長安。及後索綝領兵營救響應他們的新平太守竺恢，經過數百次大小戰事後生擒敵將李羌並擊退漢軍，而同時賈疋等亦大敗漢軍，進圍長安。同時豫州刺史閻鼎護送秦王司馬鄴入關中，並在次年漢軍隊撤出長安後迎司馬鄴入城，與賈疋等奉司馬鄴為皇太子，建立行臺。但在當年，以太子詹事總掌行臺事的閻鼎與梁綜爭權並將對方殺害，索綝與麴允等人亦欲專權，於是稱閻鼎有無君之心，擅殺大臣，並組成聯軍討伐閻鼎，並將其趕走。閻鼎及後被殺。
建興元年（313年），司馬鄴即位為晉愍帝，以索綝為侍中、太僕，並以迎帝到長安，奉璽登位之功封弋居伯。不久，遷任前將軍、尚書右僕射、領吏部、京兆尹。後加平東將軍，又再進號征東將軍，不久再授予索綝衞將軍、領太尉，位特進，將軍國之事都交給索綝處理。但在當年，漢國將領劉曜就率喬智明和趙染等進攻長安，受詔抵禦的麴允屢戰皆敗，逼近長安，索綝於是獲授征東大將軍，持節領兵助麴允抵抗。在戰事中，索綝打敗漢將呼延莫，麴允最終亦擊敗劉曜，解除危機。索綝因功封上洛郡公，食邑達萬戶。
建興二年（314年），劉曜再與趙染等來攻，索綝領兵抵抗，在新豐對抗趙染。當時趙染輕視索綝，只以數百名輕騎兵攻擊索綝，終被索綝所敗，趙染單騎逃走。及後麴允再度擊敗劉曜，趙染更中流矢而死。索綝因功再加驃騎大將軍、尚書左僕射、錄尚書，承制行事。

### 不忠被殺
建興三年（315年），劉曜再度進攻長安，先攻北地郡，晉愍帝於是派麴允抵禦，以索綝為尚書僕射、都督宮城諸軍事。但麴允面對一直進攻的劉曜卻不敢前進；而另一方面，當時麴允打算奉愍帝到司馬保那裏，但索綝認為司馬保有晉愍帝在手後就會因其私心為所欲為，在其反對之下就沒有實行。次年，劉曜進圍長安，附近諸郡都有派軍救援但皆不敢前進，而晉愍帝屢次向其借兵的南陽王司馬保就派了胡崧領兵救援，並在靈臺擊敗劉曜。可是胡崧隨後就怕一旦助愍帝擊敗劉曜後，反會助長了麴允和索綝的威勢，故此就退兵不再進攻。而劉曜亦進佔長安外城，逼愍帝與索綝和麴允等退守長安小城自保。在劉曜的圍困下，小城內鬧了飢荒，人吃人，死亡和逃走的人很多，只有一千涼州義兵仍堅守。但當時連愍帝亦缺乏糧食，於是唯有派侍中宗敞向劉曜投降。索綝卻暗中將宗敞留下，命兒子向劉曜說：「現在城中糧食足夠支持一年，你未能輕易攻佔的了。但若果你答應讓索綝為車騎將軍、儀同三司和食邑萬戶的郡公，那就會以城向你投降。」劉曜聽後殺了索綝兒子並送還給索綝，傳話給索綝：「帝王之師以義行軍，我統領軍隊十五年來，沒有試過以假消息和詭計擊敗對手，而會用軍事力量完全壓倒對方。現在索綝託人所說的是天下首惡，我就為你們殺了傳話人。若覺得糧食未盡，就勉強守著吧；但若缺糧而兵力薄弱，那就早早順應天命吧。我怕我威嚴一振，玉石俱摧。」不久愍帝出降，索綝亦與麴允隨愍帝被押至平陽，漢國皇帝劉聰認為索綝以獻城出降條件請求敵國高位的行為是不忠於晉朝，於是在平陽東市處死索綝。

## 家庭

### 父母
- 索靖，索綝父，西晉官員，遊擊將軍，八王之亂中戰死。
- 荀氏，索綝母，封新豐君

### 子女
- 索石元，索綝子，被立為上洛郡公世子。